# Икономика на Бангладеш
Икономиката на Бангладеш е предимно аграрна.
Тя е сред най-изостаналите страни в света, като по БВП на глава от населението – едва 641 щ.д. през 2010 година, е сред последните 30 държави.

## Селско стопанство
Бангладеш се намира на речна делта и е богата на плодородна почва. Около 60% от страната са обработваеми земи, а 63% от заетите в Бангладеш работят в селското стопанство. Заради високата гъстота на населението обработваемата земя е пренаселена, поради което фермерите обработват икономически неизгодномалки площи. В миналото ютата е основен износен продукт на Бангладеш, като в средата на XX век на страната се падат 80% от международния износ на юта. През следващите десетилетия с разпространението на синтетичните влакна производството на юта намалява, а в наши дни Индия произвежда над два пъти повече юта от Бангладеш. Други важни земеделски култури са оризът, чаят, картофите, мангото. Бангладеш е сред най-големите световни производители на ориз (4-то място в света), картофи (11-о място), манго (9-о място), ананаси (16-о място), тропически плодове (5-о място), лук (16-о място), банани (17-о място), юта (2-ро място), чай (11-о място).
Макар че в селското стопанство работят мнозинството от заетите в страната, над 3/4 от износа на Бангладеш се пада на облеклото. От 80-те години бангладешката лека промишленост привлича значителни чужди инвестиции с ниските цени на труда. Около 2010 година различни оценки поставят Бангладеш на 3-то или 4-то място в света по износ на облекло. В сектора работят над 3 милиона души, 90% от които са жени.